# Alvis Vitolinš
Alvis Vitolinš (Sigulda, 15 giugno 1946 – Sigulda, 16 febbraio 1997) è stato uno scacchista lettone (sovietico fino al 1991), Maestro Internazionale.
Vinse dieci volte il Campionato lettone: nel 1973, 1975 (alla pari), 1976, 1977, 1978, 1982, 1983, 1985 (alla pari), 1986 (alla pari), 1989 (alla pari). 
È stato un giocatore dallo stile brillante, molto dotato sul piano combinativo, sempre rivolto all'attacco. Vinse partite con molti forti grandi maestri del suo tempo (vedi alcuni esempi nella sezione partite notevoli). Giocò molto raramente in tornei fuori dall'Unione Sovietica e questa è considerata una delle ragioni per cui non diventò mai grande maestro.   
Era un sostenitore della validità del gambetto Cochrane della difesa russa (1. e4 e5 2. Cf3 Cf6 3. Cxe5 d6 4. Cxf7!?), una linea considerata azzardata dalla teoria ma che egli impiegò diverse volte con successo. 
Prende il suo nome una variante della Siciliana Scheveningen: 1. e4 c5 2. Cf3 d6 3. d4 cxd4 4. Cxd4 Cf6 5. Cc3 e6 6. Ab5+.
Morì suicida gettandosi da un ponte ferroviario sulla superficie ghiacciata del fiume Gauja. Le cause di questo gesto sembra siano da ricercare nel fatto che negli anni dopo la dissoluzione dell'Unione Sovietica andò incontro, al pari di  diversi altri scacchisti sovietici, a gravi difficoltà economiche.

## Partite notevoli
- Vitolinš - Volodymyr Tukmakov, semifinale URS-ch 1962,  Siciliana B66
- Vitolinš - Oleh Romanyšyn, URSS 1972,  Siciliana, var. dragone accelerato B39
- Vitolinš - David Bronštejn, Camp. URSS a squadre 1975,  Francese Winaver C16
- Mark Tajmanov - Vitolinš, Jūrmala 1978,  partita Inglese A26
- Vitolinš - Gata Kamskij, Minsk 1980,  Spagnola 3...g6 C60
- András Adorján - Vitolinš, it cat.10, 1981,  partita Inglese A13
- Aleksej Širov - Vitolinš, semifinale URS-ch 1989,  difesa Benoni A56
- Vitolinš - Aleksej Aleksandrov, Riga 1990, gambetto Cochrane C42